# Harry Forssell
Carl Mikael Harry Forssell, född 3 mars 1908 i Cleveland, Ohio, död 25 oktober 1982, var en svensk ingenjör.
Forssell, som var son till direktör Jakob Forssell och Gusta Gottlieb, avlade studentexamen i Vänersborg 1926 och utexaminerades från Kungliga Tekniska högskolan 1932. Han var anställd vid Aseas strömriktarbyrå i Ludvika 1933–1963, professor i elektromaskinlära vid Kungliga Tekniska högskolan 1963–1974 och därefter konsult vid Elektriska prövningsanstalten. Han innehade 30 patent inom strömriktar- och transduktorområdet och skrev artiklar i strömriktarfrågor i fackpressen. Han tillhörde stadsfullmäktige i Ludvika 1953–1962.